# Pidgin (software)
Pidgin (anteriormente llamado Gaim) es un cliente de mensajería instantánea multiplataforma capaz de conectarse a múltiples redes (multiprotocolo) y cuentas (multicuenta) de manera simultánea.
Se estimó que alrededor de 3 millones de personas usaron Pidgin en 2007.

## Historia
El programa fue originalmente escrito alrededor de 1999 por Mark Spencer, estudiante de la Universidad de Auburn, como una emulación del  programa de mensajería instantánea de AOL (AOL Instant Messenger) realizado en Linux usando la biblioteca GTK. Por eso se llamó GAIM (GTK+ AOL Instant Messenger). El emulador no se realizó por ingeniería inversa, sino basándose en documentación que la propia AOL publicó en la web y el desarrollo tuvo apoyo de personal de AOL. El soporte para otros protocolos de mensajería se añadió más adelante.

### Cambio de nombre
Cuando el AOL Instant Messenger se hizo más popular, AOL registró su acrónimo AIM, además del término «instant messenger» (IM), comenzando con esto una larga disputa legal con los creadores del programa. Finalmente, 6 de abril de 2007 el equipo de desarrollo de Gaim anunció los resultados de su acuerdo con AOL, que comportó los siguientes cambios: Gaim se renombró como Pidgin, libgaim se renombró como libpurple y gaim-text se renombró como finch.
El nombre Pidgin se eligió en referencia al término «pidgin», que describe la comunicación entre dos personas que no comparten un mismo lenguaje. El nombre «purple» proviene del apócope prpl, la biblioteca interna para un complemento de protocolo de mensajería (protocol plugin).
Pidgin es software libre, protegido por la GPL de GNU. Fue escrito originalmente por Mark Spencer para sistemas de tipo Unix-like, pero en la actualidad funciona sobre muchas plataformas, incluyendo Microsoft Windows, Linux, SkyOS y el sistema de Trolltech para PDA: Qt Extended. Para usuarios de OS X la página de Pidgin recomienda Adium, que también usa libpurple.
Pidgin fue dividido entre la interfaz gráfica de usuario —que se encarga de mostrar los datos al usuario— y el motor —que es el que implementa toda la funcionalidad de conexión con las redes de mensajería—. De esta forma, es posible escribir programas cliente usando diferentes interfaces. La parte del motor está incluida en la biblioteca libpurple.

## Características

### Características principales
- Conversaciones mostradas en pestañas
- Posibilidad de conectarse a varias redes simultáneamente
- Registro de conversaciones
- Permite el reemplazo de los nombres de los contactos de la lista
- Muestra un aviso o reproduce un sonido cuando un contacto se conecta/desconecta o cambia de estado
- Posibilidad de transparencia para las ventanas de contactos y de conversación mediante un plugin
- Transferencia de archivos
- Soporte para WebCam (Sólo disponible en algunos protocolos)

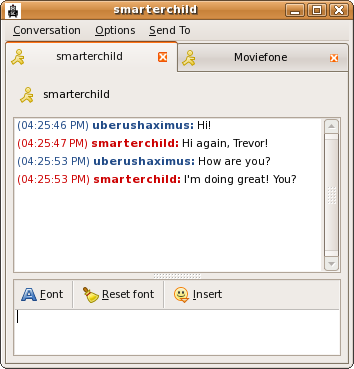
Captura de la ventana de conversación mostrando las pestañas.

### Protocolos soportados[8]
- AOL Instant Messenger
- Bonjour
- Gadu-Gadu
- Groupwise Novell Messenger
- ICQ
- Internet Relay Chat (comúnmente llamado IRC)
- MSN Messenger de forma nativa, aunque sin funciones audiovisuales.
- MXit
- MySpaceIM
- SILC
- SIMPLE
- Lotus Sametime
- XMPP/Jabber (Google Talk, Facebook Messenger entre otros)
- Yahoo!
- Zephyr

Pero puede soportar más protocolos, gracias a complementos no-oficiales: quizá los más destacables son el complemento para Skype y msn-pecan, un protocolo alternativo a la red MSN que ofrece mayor velocidad de conexión y transferencia de archivos.

### Cifrado
Los mensajes pueden ser cifrados utilizando plugins:
- Usando cifrado RSA. Al plugin se le llama Pidgin-Encryption[9]
- Usando el protocolo Off the record messaging (OTR). Al plugin se le llama OTR-Plugin[10]